# Planodes annamensis
Planodes annamensis är en skalbaggsart som beskrevs av Stefan von Breuning 1958. Planodes annamensis ingår i släktet Planodes och familjen långhorningar. Inga underarter finns listade i Catalogue of Life.